# Papil van Vater
De papil van Vater, wetenschappelijke naam: papilla vateri of papilla duodeni, is de plaats waar de afvoerbuis van de galblaas of galgang (ductus choledochus), de leverbuis (ductus hepaticus) en de alvleesgang (ductus pancreaticus) in de twaalfvingerige darm uitmonden. Rond de papil van Vater bevindt zich een kringspier, de sfincter van Oddi, die de toevoer van de spijsverterende stoffen zoals gal, enzymen en natriumbicarbonaat, in het maag-darmstelsel regelt. De papil bevindt zich in de twaalfvingerige darm vlak na de uitgang van de maag en is te herkennen aan een verdikking in het slijmvlies van de twaalfvingerige darm.
De naam komt van de Duitse anatoom Abraham Vater, die de structuur in 1720 voor het eerst heeft beschreven.